# Stenellipsis
Stenellipsis är ett släkte av skalbaggar. Stenellipsis ingår i familjen långhorningar.

## Dottertaxa tillStenellipsis, i alfabetisk ordning[1]
- Stenellipsis albomaculipennis
- Stenellipsis albopuncticollis
- Stenellipsis albosignata
- Stenellipsis albosignatipennis
- Stenellipsis albovittata
- Stenellipsis assimilis
- Stenellipsis baloghi
- Stenellipsis basicristata
- Stenellipsis basipustulata
- Stenellipsis bimaculata
- Stenellipsis bipustulata
- Stenellipsis brouni
- Stenellipsis brunneofasciata
- Stenellipsis bullata
- Stenellipsis caledonica
- Stenellipsis casteli
- Stenellipsis costipennis
- Stenellipsis cruciata
- Stenellipsis crucifera
- Stenellipsis cuneata
- Stenellipsis flavolineata
- Stenellipsis fragilis
- Stenellipsis frontehirsuta
- Stenellipsis fuscolateralis
- Stenellipsis fuscolateripennis
- Stenellipsis fuscomarmorata
- Stenellipsis geophila
- Stenellipsis goephanoides
- Stenellipsis goephanopsis
- Stenellipsis gracilis
- Stenellipsis grata
- Stenellipsis humerata
- Stenellipsis kaszabi
- Stenellipsis latipennis
- Stenellipsis linearis
- Stenellipsis litterata
- Stenellipsis longicollis
- Stenellipsis longula
- Stenellipsis lunigera
- Stenellipsis macrophthalma
- Stenellipsis maculata
- Stenellipsis maculipennis
- Stenellipsis marmorata
- Stenellipsis mediofasciata
- Stenellipsis murina
- Stenellipsis nigrovitticollis
- Stenellipsis obscurithorax
- Stenellipsis ochraceotincta
- Stenellipsis ochreoapicalis
- Stenellipsis pantherina
- Stenellipsis paracasteli
- Stenellipsis paralitterata
- Stenellipsis parallela
- Stenellipsis parasericea
- Stenellipsis persimilis
- Stenellipsis pictula
- Stenellipsis postmaculata
- Stenellipsis rufomarmorata
- Stenellipsis scapogranulata
- Stenellipsis schaumii
- Stenellipsis sculpturata
- Stenellipsis sericans
- Stenellipsis similis
- Stenellipsis spinipennis
- Stenellipsis strandi
- Stenellipsis subunicolor
- Stenellipsis tricoloripennis
- Stenellipsis unicolor
- Stenellipsis viridipes